# 말풍선 (위젯)

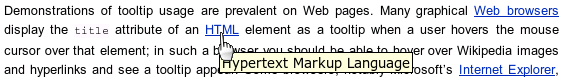
웹 브라우저의 말풍선이 하이퍼링크를 위해 화면에 보이고 있다.

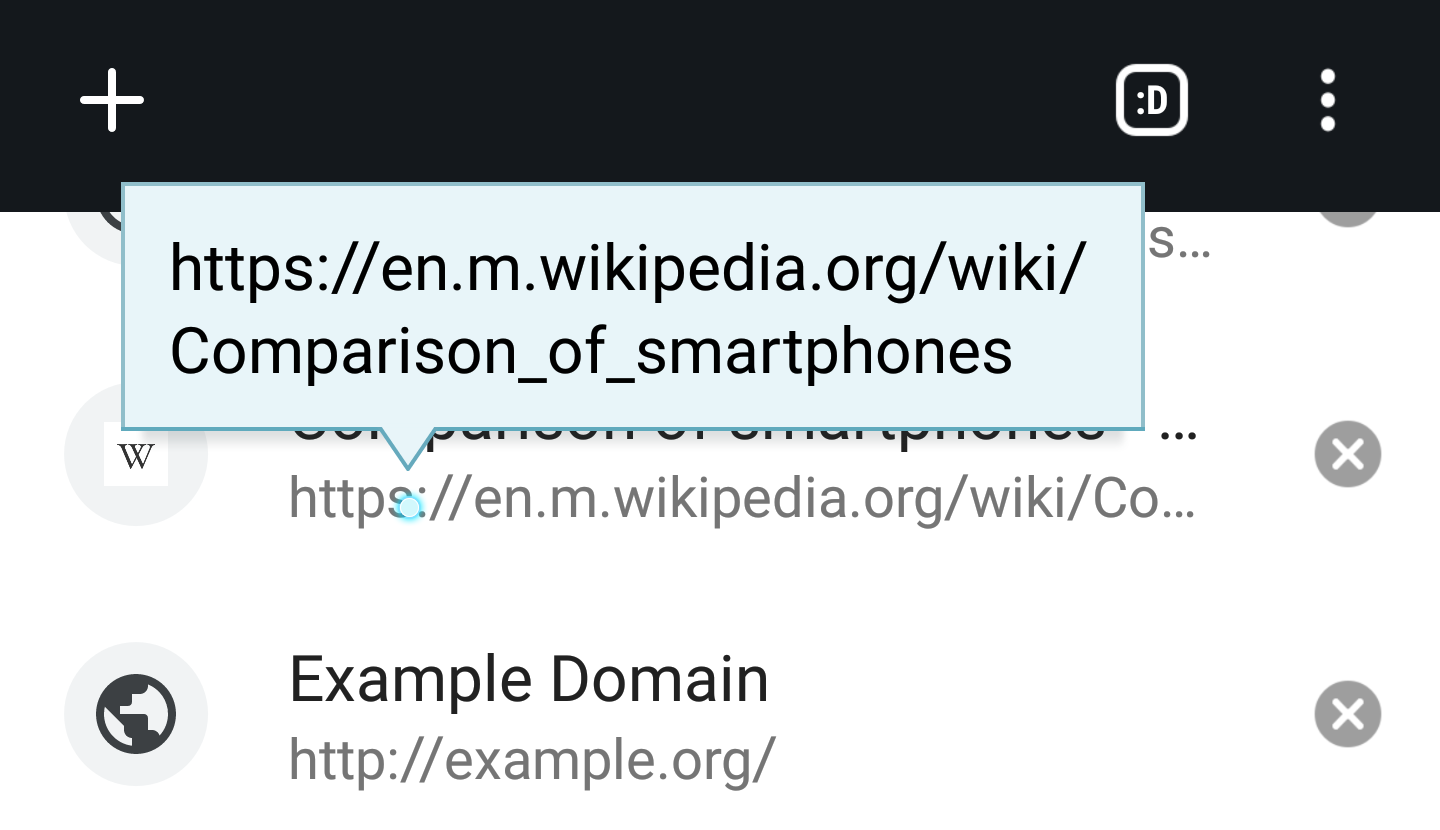
키위 브라우저의 URL 말풍선

말풍선 또는 툴팁(tooltip)은 공통 그래픽 사용자 인터페이스 요소이다. 마우스 포인터라 불리는 커서와 함께 동작한다. 사용자가 커서에 항목을 클릭하지 않고 가리키면 조그마한 상자가 항목 위에 나타나서 보충 설명을 보여 준다.

## 종류
더 오래된 소프트웨어에서 특히 찾을 수 있는 종류로는 상태 표시줄의 도구 설명이라고 할 수 있지만 이러한 설명은 보통 말풍선이라고 부르지는 않는다. 매킨토시 컴퓨터의 다른 시스템은 같은 문제를 해결하기 위해 고안되어 있으나 약간 다른 방식을 갖추고 있으며 이를 말풍선 도움말이라 부른다. 말풍선의 다른 용어로는 마이크로소프트사의 최종 사용자 문서에 쓰이는 스크린팁(ScreenTip) 또는 도구 설명이라는 용어이다.

## 같이 보기
- 도구 모음
- 상태 표시줄